# Gong Linna
Gong Linna (chinesisch 龚琳娜, Pinyin Gōng Línnà; * 1975 in Guiyang, Provinz Guizhou) ist eine chinesische Sängerin.

## Leben und Wirken
Sie studierte am China Conservatory of Music in Peking.
Im Jahr 2000 wurde sie bei der Chinese National Singing Competition mit dem Titel „Beste Sängerin“ ausgezeichnet und erhielt auch den „Speziellen Publikumspreis“.
Seit 2002 widmete sie sich auch der chinesischen Volksmusik, deren unterschiedliche Stile und Techniken in ihre eigenen Interpretationen eingeflossen sind.
Mit ihrer CD "Zou Shengming De Lu - Walking The Path Of Life" erreichte sie 2006 gute Platzierungen in den europäischen World Music Charts. Von Kritikern wird Gong Linna wegen ihrer stilistischen Vielseitigkeit gelobt. Außerdem singt Gong Linna Lieder zur chinesischen Zither (Qin).
Gong lebt mit ihrem Mann Robert Zollitsch, einem Komponisten für neue chinesische Kunstmusik, und ihren beiden Kindern am Chiemsee in Bayern.

## Diskografie (Auswahl)
- Kongque fei lai (2001)
- Zou Shengming De Lu - Walking The Path Of Life (2005)
- Jing Ye Si (2006)
- Chinese Folk Songs (2008)
- Xiwang (Hope) (2008)